# AS/400

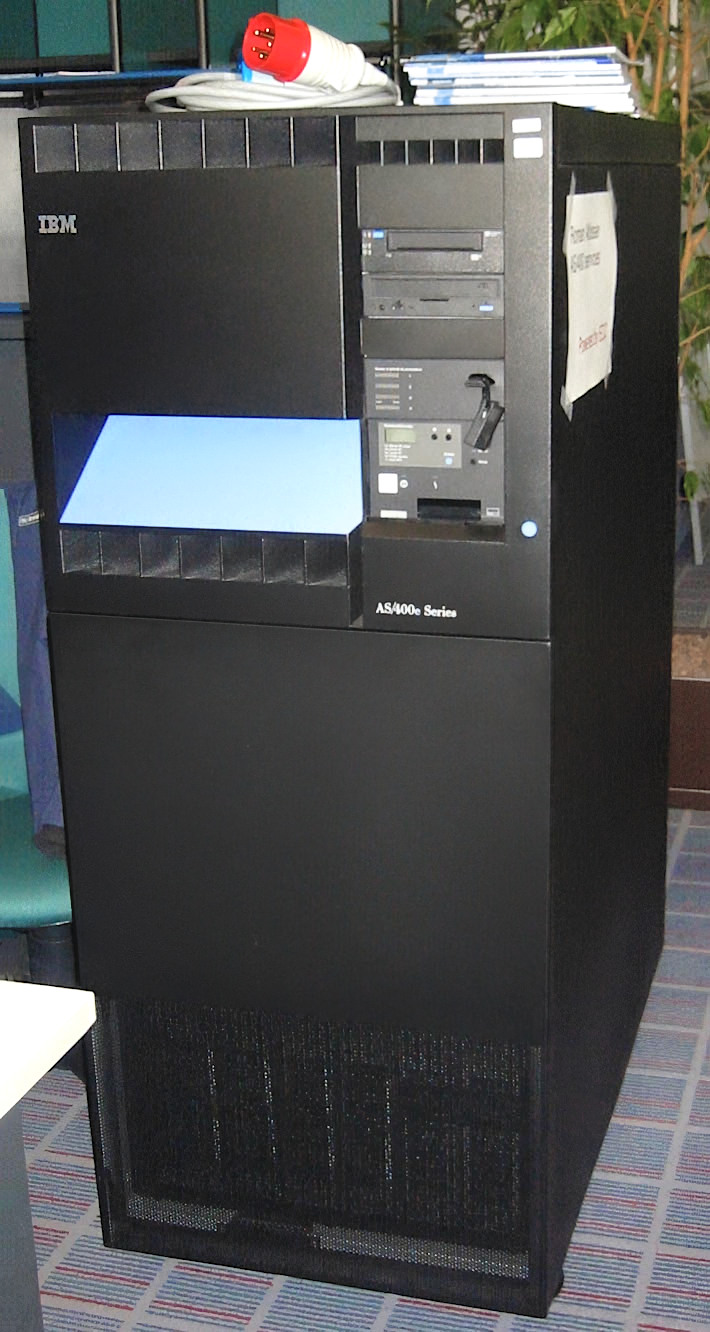
IBM AS400

AS/400 – serwer klasy midrange ogólnego przeznaczenia zbudowany w 1988 r., który odniósł wielki sukces w środowisku biznesowym, a który został potem przemianowany formalnie na IBM iSeries i później na System i. Jest powszechnie znany pod starą nazwą. Zastąpił w biznesie inne popularne produkty IBM, System/36 i System/38, konsolidując je w jedną linię. Pierwsze maszyny AS/400 były koloru szarego, a obecnie wszystkie są czarne. Skrót AS oznacza serwer aplikacji (Application Server). Maszyna, w zależności od wersji, przeznaczona jest dla małego biznesu (wersje Express) lub oddziałów większych firm. Pracuje także w rozproszonych sieciach korporacyjnych z obsługą aplikacji webowych. Konkuruje skutecznie ze środowiskiem serwerowym Windowsa i Uniksa. Użytkownicy AS/400 mają do dyspozycji tysiące gotowych aplikacji i bazę danych DB/2. Istnieje także możliwość uruchamiania wirtualnych systemów operacyjnych Linux i Windows oraz IBM AIX.
AS/400 jest zbudowany na procesorze PowerPC z techniką RISC i sterowany za pomocą systemu operacyjnego OS/400 (obecnie i5/OS). Zawiera wieloterabajtową pamięć dyskową. Jest dostarczany z wirtualną maszyną Javy, oprogramowaniem bazodanowym i często preinstalowanym oprogramowaniem Domino (Lotus Notes z przeglądarką). Jest systemem o największej na świecie stabilności. Od dawna posiada wiele innowacyjnych rozwiązań, np. zwiększenie mocy obliczeniowej na życzenie poprzez włączenie dodatkowych procesorów.
AS/400 jest używany najczęściej jako hurtownia danych (data warehouse) i środowisko rozwojowe do opracowywania programów biznesowych, zwłaszcza dla e-commerce. Od roku 2007 System I promowany jest przez IBM we współpracy z firmą 3Com jako serwer telefonii IP zintegrowany z zainstalowanymi na tej samej maszynie aplikacjami pracy grupowej (Lotus Domino i Quickr).
Formalną kontynuacją AS/400 są rodziny iSeries/i5.